# نظام معلومات الأوراق المالية الإلكترونية
نظام معلومات الأوراق المالية الإلكترونية (بالإنجليزية:Electronic Securities Information System) ويعرف أيضاً بالنظام الآلي لمعلومات الأسهم السعودية واختصاره (ESIS).

## لمحة تاريخية
يعتبر نظام التداول الإلكتروني ثاني أكبر حدث في تاريخ صناعة تداول الأوراق المالية في المملكة بعد قرار تنظيم التداول في السوق عام 1984 وحمل حينها اسم (النظام الإلكتروني لمعلومات الأسهم)، بدأ تطبيق النظام الآلي لمعلومات الأسهم السعودية (ESIS) بشكل تدريجي في بداية النصف الثاني من عام 1990م، حيث كان من أهم تأثيراته على السوق بأن ألغى تجزئة السوق، ومكن من تنفيذ أوامر المتعاملين في ظل قواعد واضحة وعادلة، كما وفر معلومات دقيقة عن العروض والطلبات السائدة واسعار الصفقات السابقة مما ساهم في تحسين آلية تسوية الصفقات، وقد تمّ تحديث النظام في فترات متلاحقة كان آخرها الإصدار رقم (9) والذي دخل حيز التنفيذ عام 1999، بعد ذلك تم استبدال هذا النظام بنظام تداول الذي يعمل به حتى الآن.

## آلية عمل النظام
وهو عبارة عن نظام إلكتروني يستخدم فيه حاسب آلي مركزي من قبل الإدارة العام لمؤسسة النقد العربي السعودي في الرياض ومرتبطة بوحدات طرفية لدى صالات تداول الأسهم العديدة التابعة للبنوك السعودية في المملكة. ومع ذلك لا يحق لهذه المصارف أن تقوم بشراء أو بيع أي أسهم لحسابها الخاص أو أن تحتفظ لديها بأي سندات لأغراض تجارية. ومن الجدير بالذكر أن النظام الآلي (ESIS) يضمن الآتي:
1. شفافية المعلومات: إن نظام معلومات الأوراق المالية الإلكتروني يزود المساهمين في السوق بطلبات وعروض فورية بالإضافة إلى الكميات المنفذة والأسعار بواسطة أجهزة متواجدة لدى العديد من فروع البنوك المحلية.
2. العدالة والمساواة: إن نظام معلومات الأوراق المالية الإلكتروني يوفر العدالة من خلال سماحه للمشتركين بدخول السوق بطرق متساوية وعادلة بدون استثناء. والنظام متاح للمشاركين أثناء فترات الصباح والمساء حيث يتم تنفيذ العمليات التجارية إلكترونياً وفقاً لأفضلية السعر والوقت.
3. فارق أسعار ضيق: إن نوعية التسعير في النظام تساهم في تضييق فروقات الأسعار بين أوامر الشراء والبيع حيث تحدد الأسعار ضمن المعدلات المناسبة للسوق.
4. دورات تداول فاعلة: إن التداول الإلكتروني الفعال يجعل الإتصال بين الوسيط وتنفيذ الصفقة وتسويتها ونقل ملكيتها وإصدار وثيقة الملكية خلال فترة زمنية قصيرة حيث تتم التسوية بنفس اليوم بالنسبة للشعارات 90% من الصفقات، و10% من الصفقات تتم في اليوم التالي بالنسبة لشهادات الأسهم. نسبة الصفقات التي تتم في موعدها تبلغ 99.7% من إجمالي الصفقات المنفذة.
5. السيولة: نظراً لسرعة تنفيذ العمليات وتوفير المعلومات لحظة بلحظة للمساهمين الأمر الذي أدى لزيادة السيولة في سوق الأسهم.
6. الرقابة والضمان: نظام التداول الإلكتروني يوفر الرقابة والضمان للمشاركين من خلال ضمان تحصيل المال للمستثمرين بواسطة البنوك على أساس الدفع النقدي وفقاً لوسائل محاسبية دقيقة تحت رقابة وإشراف مستمرين من مؤسسة النقد العربي السعودي.[4]